# 俄羅斯的亞歷山德拉·亞歷山德羅芙娜女大公
亚历山德拉·亚历山德罗夫娜女大公（俄語：Александра Александровна，1842年8月30日—1849年7月10日），俄罗斯帝国沙皇亚历山大二世与玛丽亚·亚历山德罗夫娜皇后的长女，也是他们的第一个孩子，但在六岁半时患脑膜炎夭折。亚历山德拉的早夭令其父母十分哀伤，尤其是玛丽亚·亚历山德罗夫娜皇后在爱女死后几十年每次提到她的名字仍会流泪。